# Paso Peña Negra
El paso Peña Negra también denominado paso del Desecho o paso del deshecho de Peña Negra, es un puerto de montaña ubicado a 4110 m snm en el segmento meridional de la cordillera de los Andes en el límite entre Argentina y Chile. El paso se encuentra en las coordenadas 28°13'0" S 69°25'60" W, en la provincia de La Rioja en Argentina y la región de Atacama en Chile.
El paso se encuentra en la cordillera Frontal, y permite la comunicación entre ambos lados de la cordillera de los Andes.